# One UI
One UI（前身：Samsung Experience、TouchWiz），是三星電子让手机、平板、笔电和可穿戴式智慧型產品都具有丰富视觉吸引力和使用起来轻松容易的使用者介面，One UI介面的特色是让三星的产品在硬体和软体完美和谐的协同工作，并在大萤幕上提供自然舒适的体验。One UI在2018年11月22日的Samsung開發者大會發佈 ，用以接替上一版本的 Samsung Experience ，作為該公司旗下的三星Galaxy系列手機以及Galaxy Watch系列的使用者界面。
手机端和平板电脑端的One UI基於Android開發，手錶端与電視端的One UI則基於Tizen開發。根據Samsung的說明，該使用者界面正在逐步更新至其他更舊的裝置，並預載於2019年2月發佈的Galaxy S10系列。

## 功能
One UI 的操作概念：
- 自然互動的界面
  - 將內容和功能放置在手指旁，使用戶能夠更自然的與手機進行互動

- 使用戶更專注於目前的工作
  - 將屏幕內容進行重新組織，使用戶能夠更容易查找並關注內容
  - 將頁面內容分成預覽區和互動區兩部份，使重點內容統一在預覽區呈現[6]
- 新增黑夜模式
  - 用戶在晚上能夠更舒適的觀看手機內容
- 全新的通知欄界面
- 全新的應用程式圖示[7]
- 重新設計Samsung Experience 主頁，訊息，電話，媒體瀏覽器，瀏覽器等應用程式，使大部份系統應用程式能夠以單手操作
- 導航按鍵能夠以手勢代替。[8]

OneUI中也去除了以下的功能:
- 去除了Galaxy S9和Galaxy Note9中專業模式內的影片拍攝功能，僅保留專業模式拍照[9]。引起了相關機型使用者社區的不满，因為該功能是Galaxy S9和Galaxy Note9售賣時錄影功能的賣點之一[10]。三星電子已在後續的One UI 2 更新中重新加入專業影片模式）

## 版本
One UI是三星針對其行動設備開發的使用者界面，自首次推出以來經歷了多次版本更新。各版本在設計、功能和使用者體驗方面進行了多次調整，以適應不同設備的需求與使用情境，並持續完善操作邏輯與介面設計。
| One UI 版本 | 特色及功能 | Android 版本 | 支持機型                                                                                        | 支持機型                                    | 支持機型          | 支持機型                    |
| One UI 版本 | 特色及功能 | Android 版本 | S與Note系列                                                                                     | A與M和J系列                                 | Z系列             | Galaxy Tab系列              |
| ----------- | --- | ------------ | ----------------------------------------------------------------------------------------------- | ------------------------------------------- | ----------------- | --------------------------- |
| 1.0         | - 基於 Android 9.0 版本 - 重新設計Samsung Experience 主頁，訊息，電話，媒體瀏覽器，瀏覽器等應用程式，使大部份系統應用程式能夠以單手操作 - 重組內容，設定及其他資料，讓用戶能集中處理事務 - 互動元素放置於螢幕底端 - 增設夜間模式等新功能 - 重新佈置「設定」應用程式中的項目 - 新增黑夜模式 | 9.0 (Pie)    | Galaxy S8/S8+ Galaxy Note 8                                                                     | Galaxy A6+                                  |                   | Galaxy Tab S3 Wi-Fi         |
| 1.0         | - 基於 Android 9.0 版本 - 重新設計Samsung Experience 主頁，訊息，電話，媒體瀏覽器，瀏覽器等應用程式，使大部份系統應用程式能夠以單手操作 - 重組內容，設定及其他資料，讓用戶能集中處理事務 - 互動元素放置於螢幕底端 - 增設夜間模式等新功能 - 重新佈置「設定」應用程式中的項目 - 新增黑夜模式 | 9.0 (Pie)    | Galaxy S9/S9+ Galaxy Note 9                                                                     | Galaxy A7 (2018)                            |                   | Galaxy Tab S4 LTE/Wi-Fi     |
| 1.0         | - 基於 Android 9.0 版本 - 重新設計Samsung Experience 主頁，訊息，電話，媒體瀏覽器，瀏覽器等應用程式，使大部份系統應用程式能夠以單手操作 - 重組內容，設定及其他資料，讓用戶能集中處理事務 - 互動元素放置於螢幕底端 - 增設夜間模式等新功能 - 重新佈置「設定」應用程式中的項目 - 新增黑夜模式 | 9.0 (Pie)    |                                                                                                 | Galaxy A8+ (2018) Galaxy A8s Galaxy A8 Star |                   | Galaxy Tab S5e              |
| 1.0         | - 基於 Android 9.0 版本 - 重新設計Samsung Experience 主頁，訊息，電話，媒體瀏覽器，瀏覽器等應用程式，使大部份系統應用程式能夠以單手操作 - 重組內容，設定及其他資料，讓用戶能集中處理事務 - 互動元素放置於螢幕底端 - 增設夜間模式等新功能 - 重新佈置「設定」應用程式中的項目 - 新增黑夜模式 | 9.0 (Pie)    | Galaxy A9 (2018)                                                                                |                                             |                   |                             |
| 1.0         | - 基於 Android 9.0 版本 - 重新設計Samsung Experience 主頁，訊息，電話，媒體瀏覽器，瀏覽器等應用程式，使大部份系統應用程式能夠以單手操作 - 重組內容，設定及其他資料，讓用戶能集中處理事務 - 互動元素放置於螢幕底端 - 增設夜間模式等新功能 - 重新佈置「設定」應用程式中的項目 - 新增黑夜模式 | 9.0 (Pie)    | Galaxy J4/J4+                                                                                   |                                             |                   |                             |
| 1.0         | - 基於 Android 9.0 版本 - 重新設計Samsung Experience 主頁，訊息，電話，媒體瀏覽器，瀏覽器等應用程式，使大部份系統應用程式能夠以單手操作 - 重組內容，設定及其他資料，讓用戶能集中處理事務 - 互動元素放置於螢幕底端 - 增設夜間模式等新功能 - 重新佈置「設定」應用程式中的項目 - 新增黑夜模式 | 9.0 (Pie)    | Galaxy J6                                                                                       |                                             |                   |                             |
| 1.0         | - 基於 Android 9.0 版本 - 重新設計Samsung Experience 主頁，訊息，電話，媒體瀏覽器，瀏覽器等應用程式，使大部份系統應用程式能夠以單手操作 - 重組內容，設定及其他資料，讓用戶能集中處理事務 - 互動元素放置於螢幕底端 - 增設夜間模式等新功能 - 重新佈置「設定」應用程式中的項目 - 新增黑夜模式 | 9.0 (Pie)    |                                                                                                 |                                             |                   |                             |
| 1.1         | - 新增橫向 「Always On Display」模式 - 新增數位健康 - 新增 Bixby日常程序 | 9.0 (Pie)    | Galaxy S10e/S10/S10+/S10 5G(預載)                                                               | Galaxy A20/A20S                             |                   |                             |
| 1.1         | - 新增橫向 「Always On Display」模式 - 新增數位健康 - 新增 Bixby日常程序 | 9.0 (Pie)    | Galaxy S10e/S10/S10+/S10 5G(預載)                                                               | Galaxy A30                                  |                   |                             |
| 1.1         | - 新增橫向 「Always On Display」模式 - 新增數位健康 - 新增 Bixby日常程序 | 9.0 (Pie)    | Galaxy S10e/S10/S10+/S10 5G(預載)                                                               | Galaxy A40/A40s                             |                   |                             |
| 1.1         | - 新增橫向 「Always On Display」模式 - 新增數位健康 - 新增 Bixby日常程序 | 9.0 (Pie)    | Galaxy S10e/S10/S10+/S10 5G(預載)                                                               | Galaxy A50                                  |                   |                             |
| 1.1         | - 新增橫向 「Always On Display」模式 - 新增數位健康 - 新增 Bixby日常程序 | 9.0 (Pie)    | Galaxy S10e/S10/S10+/S10 5G(預載)                                                               | Galaxy A60                                  |                   |                             |
| 1.1         | - 新增橫向 「Always On Display」模式 - 新增數位健康 - 新增 Bixby日常程序 | 9.0 (Pie)    | Galaxy S10e/S10/S10+/S10 5G(預載)                                                               | Galaxy A70                                  |                   |                             |
| 1.1         | - 新增橫向 「Always On Display」模式 - 新增數位健康 - 新增 Bixby日常程序 | 9.0 (Pie)    | Galaxy S10e/S10/S10+/S10 5G(預載)                                                               | Galaxy A90                                  |                   |                             |
| 1.5         | | 9.0 (Pie)    | Galaxy Note10/Note10+/Note10+ 5G(預載)                                                          |                                             |                   |                             |
| 2.0         | - 基於 Android 10 - 更全局的黑夜模式，在黑夜模式中增強對比度 - 三星鍵盤對比度增加 - 解鎖畫面的文字顏色根據壁紙的顏色而動態改變 - 新增全屏手勢 - 改善動效 - 桌面圖標採用更鮮豔的顏色 - 縮減不必要通知的大小，增強用戶對內容的注意 - 重新設計系統，令版面清晰易讀 | Android 10   | Galaxy S9/S9+ Galaxy S10e/S10/S10+/S10 5G                                                       |                                             |                   |                             |
| 2.0         | - 基於 Android 10 - 更全局的黑夜模式，在黑夜模式中增強對比度 - 三星鍵盤對比度增加 - 解鎖畫面的文字顏色根據壁紙的顏色而動態改變 - 新增全屏手勢 - 改善動效 - 桌面圖標採用更鮮豔的顏色 - 縮減不必要通知的大小，增強用戶對內容的注意 - 重新設計系統，令版面清晰易讀 | Android 10   | Galaxy Note9 Galaxy Note10/Note10+/Note10+ 5G                                                   |                                             |                   |                             |
| 2.0         | - 基於 Android 10 - 更全局的黑夜模式，在黑夜模式中增強對比度 - 三星鍵盤對比度增加 - 解鎖畫面的文字顏色根據壁紙的顏色而動態改變 - 新增全屏手勢 - 改善動效 - 桌面圖標採用更鮮豔的顏色 - 縮減不必要通知的大小，增強用戶對內容的注意 - 重新設計系統，令版面清晰易讀 | Android 10   | Galaxy A40s                                                                                     |                                             |                   |                             |
| 2.1         | - 相機增加一鍵拍錄 濾鏡 專業影片 光學變焦 - 相簿增加智慧相片管理 多層相簿群組 - AR 貼圖以及AR虛擬人偶 - 三星鍵盤新增 表情符號、貼圖、GIF、標誌、聯絡人、圖片庫等功能 - 優化UI動畫1.使動作依據觸碰自動回應2.顯示的螢幕之間切換滑動，更加滑順靈活 | Android 10   | Galaxy Note9                                                                                    |                                             |                   |                             |
| 2.1         | - 相機增加一鍵拍錄 濾鏡 專業影片 光學變焦 - 相簿增加智慧相片管理 多層相簿群組 - AR 貼圖以及AR虛擬人偶 - 三星鍵盤新增 表情符號、貼圖、GIF、標誌、聯絡人、圖片庫等功能 - 優化UI動畫1.使動作依據觸碰自動回應2.顯示的螢幕之間切換滑動，更加滑順靈活 | Android 10   | Galaxy S9/S9+ Galaxy S10e/S10/S10+/S10 5G Galaxy S20/S20+/S20 Ultra                             |                                             |                   |                             |
| 2.5         | - 快速面板排列更新：現在，快速面板的按鈕排列更加直觀，讓你更容易找到最常使用的功能 - 改良的通知佈局：每個通知現在以獨立的卡片形式顯示，更容易識別各個通知。此外，通知圖示也更生動 - 自訂鎖定螢幕時鐘位置：你現在可以自由移動鎖定螢幕上的時鐘位置 | Android 10   | Galaxy Note9 Galaxy Note10/Note10+/Note10+ 5G                                                   |                                             |                   |                             |
| 2.5         | - 快速面板排列更新：現在，快速面板的按鈕排列更加直觀，讓你更容易找到最常使用的功能 - 改良的通知佈局：每個通知現在以獨立的卡片形式顯示，更容易識別各個通知。此外，通知圖示也更生動 - 自訂鎖定螢幕時鐘位置：你現在可以自由移動鎖定螢幕上的時鐘位置 | Android 10   | Galaxy S9/S9+ Galaxy S10e/S10/S10+/S10 5G Galaxy S20/S20+/S20 Ultra                             | Galaxy A30                                  |                   |                             |
| 2.5         | - 快速面板排列更新：現在，快速面板的按鈕排列更加直觀，讓你更容易找到最常使用的功能 - 改良的通知佈局：每個通知現在以獨立的卡片形式顯示，更容易識別各個通知。此外，通知圖示也更生動 - 自訂鎖定螢幕時鐘位置：你現在可以自由移動鎖定螢幕上的時鐘位置 | Android 10   | Galaxy S9/S9+ Galaxy S10e/S10/S10+/S10 5G Galaxy S20/S20+/S20 Ultra                             | Galaxy A30                                  |                   |                             |
| 3.0         | - 基於Android 11 - 嶄新設計：One UI 3.0 簡約與優雅的視覺效果。主螢幕、鎖定螢幕、通知列和快捷面板都經過優化，讓重要資訊更加突出。 - 客製化手機介面：打造自己專屬手機介面。分享影像、影片或文件更輕鬆 | Android 11   | S10/S10+/S10 5G/S10lite/S10e S20全系列 S21全系列                                                |                                             |                   |                             |
| 3.1         | - 相機增強:加入魔術橡皮擦功能 - 智慧新功能：加入護眼模式 保密分享功能 - 連接三星生態系 | Android 11   | S10/S10+/S10 5G/S10lite/S10e S20全系列 S21全系列                                                |                                             |                   |                             |
| 3.1.1       | - 多重視窗與流暢的視窗切換(提供Galaxy Z系列用戶) | Android 11   | Zfilp1-3 Zfold1-2                                                                               |                                             |                   |                             |
| 4.0         | - 基於Android 12 - 隱私保護：One UI 4.0 強化了隱私 | Android 12   | S22 全系列                                                                                      |                                             |                   |                             |
| 4.1         | - 優化的 S Pen 和筆記功能功能 | Android 12   | S22全系列                                                                                       |                                             |                   |                             |
| 5.0         | - 基於Android 13 - 相機增強功能：在拍攝畫面中，您現在可以選擇多張相片，並使用螢幕側面的效果按鈕調整色調。此外，相片和影片編輯器也有更多選項，例如浮水印、食物模式和更好的濾鏡選擇 - Gallery 功能增強：新增了家庭相簿共享、更好的搜索功能、影像故事外觀和更輕鬆的照片編輯控制 | Android 13   | Galaxy S22 / S22+ / S22 Ultra                                                                   | Galaxy A52                                  |                   |                             |
| 5.1         | - 和OneUI 5.0差不多 | Android 13   | Galaxy S23/Galaxy S23+/Galaxy S23 Ultra                                                         |                                             |                   |                             |
| 6.0         | - 基於Android 14 - 快速面板排列更新：快速面板現在有新的按鈕排列，更容易找到最常使用的功能。Wi-Fi 和藍牙的專用按鈕位於螢幕頂部，而深色模式和護眼模式等視覺功能移到底部 - 改良的通知佈局：每個通知以獨立的卡片形式顯示，更容易識別各個通知。通知圖示也更生動。 - 三星鍵盤: 表情符號更新 - 影片播放器增強：按鈕更易使用，播放速度控制更靈活 | Android 14   | Galaxy S21 FE/Galaxy S21 / S21+ / S21 Ultra                                                     | Galaxy A52/Galaxy A52 5G/Galaxy A52s 5G     |                   |                             |
| 6.0         | - 基於Android 14 - 快速面板排列更新：快速面板現在有新的按鈕排列，更容易找到最常使用的功能。Wi-Fi 和藍牙的專用按鈕位於螢幕頂部，而深色模式和護眼模式等視覺功能移到底部 - 改良的通知佈局：每個通知以獨立的卡片形式顯示，更容易識別各個通知。通知圖示也更生動。 - 三星鍵盤: 表情符號更新 - 影片播放器增強：按鈕更易使用，播放速度控制更靈活 | Android 14   | Galaxy S22 / S22+ / S22 Ultra                                                                   | Galaxy A53 5G                               |                   |                             |
| 6.0         | - 基於Android 14 - 快速面板排列更新：快速面板現在有新的按鈕排列，更容易找到最常使用的功能。Wi-Fi 和藍牙的專用按鈕位於螢幕頂部，而深色模式和護眼模式等視覺功能移到底部 - 改良的通知佈局：每個通知以獨立的卡片形式顯示，更容易識別各個通知。通知圖示也更生動。 - 三星鍵盤: 表情符號更新 - 影片播放器增強：按鈕更易使用，播放速度控制更靈活 | Android 14   | Galaxy S23 FE/Galaxy S23 / S23+ / S23 Ultra                                                     | Galaxy A72                                  |                   |                             |
| 6.1         | - 瀏覽助理：讓你更快閱讀並理解文章或網頁的摘要，但僅限於三星網路瀏覽器使用。 - 聊天助理：提供更聰明的聊天體驗。 - 圈選搜尋：在任何頁面按下主畫面按鈕/導覽列即可搜尋畫面中的內容，也可以選取文字搜尋或翻譯，無須截圖跳轉至其他程式。 - 生成式編輯：更強大的照片和影片編輯功能。 - 即時慢動作：更靈活地調整影片播放速度。 - 翻譯器：即時翻譯功能。 - 即時翻譯：幫助你在不同語言之間進行即時翻譯。 - 筆記助理：更聰明的筆記管理和編輯。 - 轉錄助理：將語音轉換為文字。 | Android 14   | Galaxy S21-S24全系列                                                                            |                                             | ZFlip4-6 ZFold4-6 | Tab S8-S9                   |
| 7.0         | - 安全性提升: One UI 7增强了用户的隐私和安全保护，新增网络连接控制功能，允许用户在连接潜在不安全的网络时阻止数据被截获。此外，失窃防护功能也得到了加强，包括远程锁定和身份验证等新选项，以提高设备安全性。 - 视觉设计改进: 新版本在视觉设计上进行了全面提升，更新了图标和小部件。 - “Now Bar”功能: 新增的“Now Bar”功能在锁屏和常亮显示屏上显示实时通知，如音乐播放状态和充电信息。                                                                                  | Android 15   | Galaxy S21/Galaxy S21 FE/Galaxy S21+/Galaxy S21 Ultra 到Galaxy S25/Galaxy S25+/Galaxy S25 Ultra | A14-A15 A24-A25 A53-A55 M14 M34-M35         | Zfilp3-6 Zfold3-5 | S6lite2021-2024 S7-S9全系列 |

| 顏色   | 支援狀態 |
| ------ | -------- |
| 紅色   |          |
| 綠色   |          |
| 淺藍色 |          |
| 黃色   |          |